# Bhutans distrikt

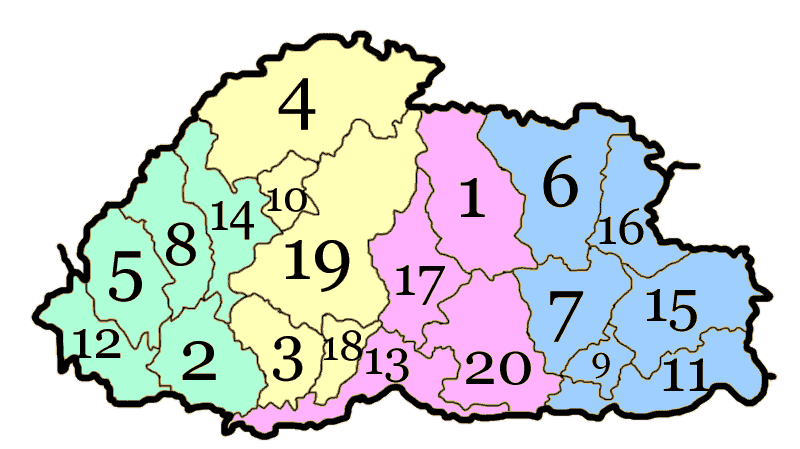
Bhutans tjugo dzongkhag och dess fyra dzongdey
Östra
Södra
Centrala
Västra

Bhutan är sedan 1992 indelat i 20 distrikt (ཇོང་ཁག), dzongkhag (dzongkha i plural).  Distrikten är samlade i 4 dzongdey, östra, södra, centrala och västra.

## Lista
1. Bumthang (བུམ་ཐང)
2. Chukha (ཆུ་ཁ)
3. Dagana (དར་དཀར་ནང)
4. Gasa (མགར་ས)
5. Haa (ཧྭ)
6. Lhuntse (ལྷུན་ཙེ)
7. Mongar (མོང་སྒར)
8. Paro (སྤ་རོ)
9. Pemagatshel (པདྨ་དགའ་ཚལ)
10. Punakha (སྤུ་ན་ཁ)
11. Samdrup Jongkhar (བསམ་གྲུབ་ལྫོངས་མཁར)
12. Samtse (བསམ་ཙེ)
13. Sarpang (གསར་སྤང)
14. Thimphu (ཐིམ་ཕུ)
15. Trashigang (བཀྲ་ཤིས་སྒང)
16. Trashiyangste (གཡང་ཙེ)
17. Trongsa (ཀྲོང་གསར)
18. Tsirang (ཙི་རང)
19. Wangdue Phodrang (དབང་འདུས་ཕོ་བྲང)
20. Zhemgang (གཞལམ་སྒང)

## Dzongdey
1. Västra, huvudstad Thimphu, distrikt Chukha, Haa, Paro, Samtse, Thimphou.
2. Centrala, huvudstad Damphu, distrikt Dagana, Gasa, Punakha, Tsirang, Wangdue Phodrang.
3. Södra, huvudstad Geylegphug, distrikt Bumthang, Sarpang, Trongsa, Zhemgang.
4. Östra, huvudstad Mongar, distrikt Lhuntse, Mongar, Pemagatshel, Samdrup Jongkhar, Trashigang, Trashiyangste.